# Palmer-Methode

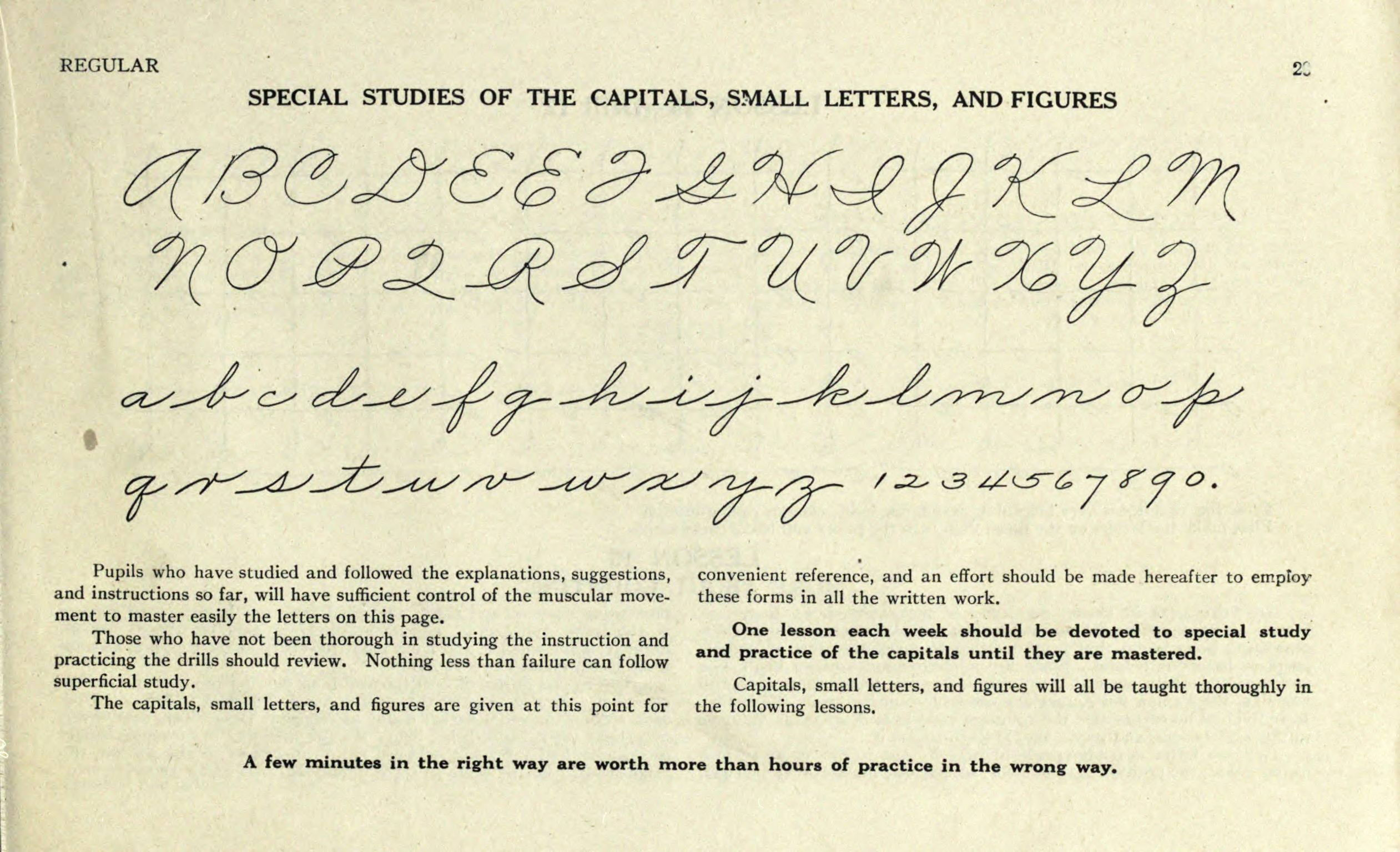
Alphabet und Ziffern aus The Palmer Method of Business Writing (1901)

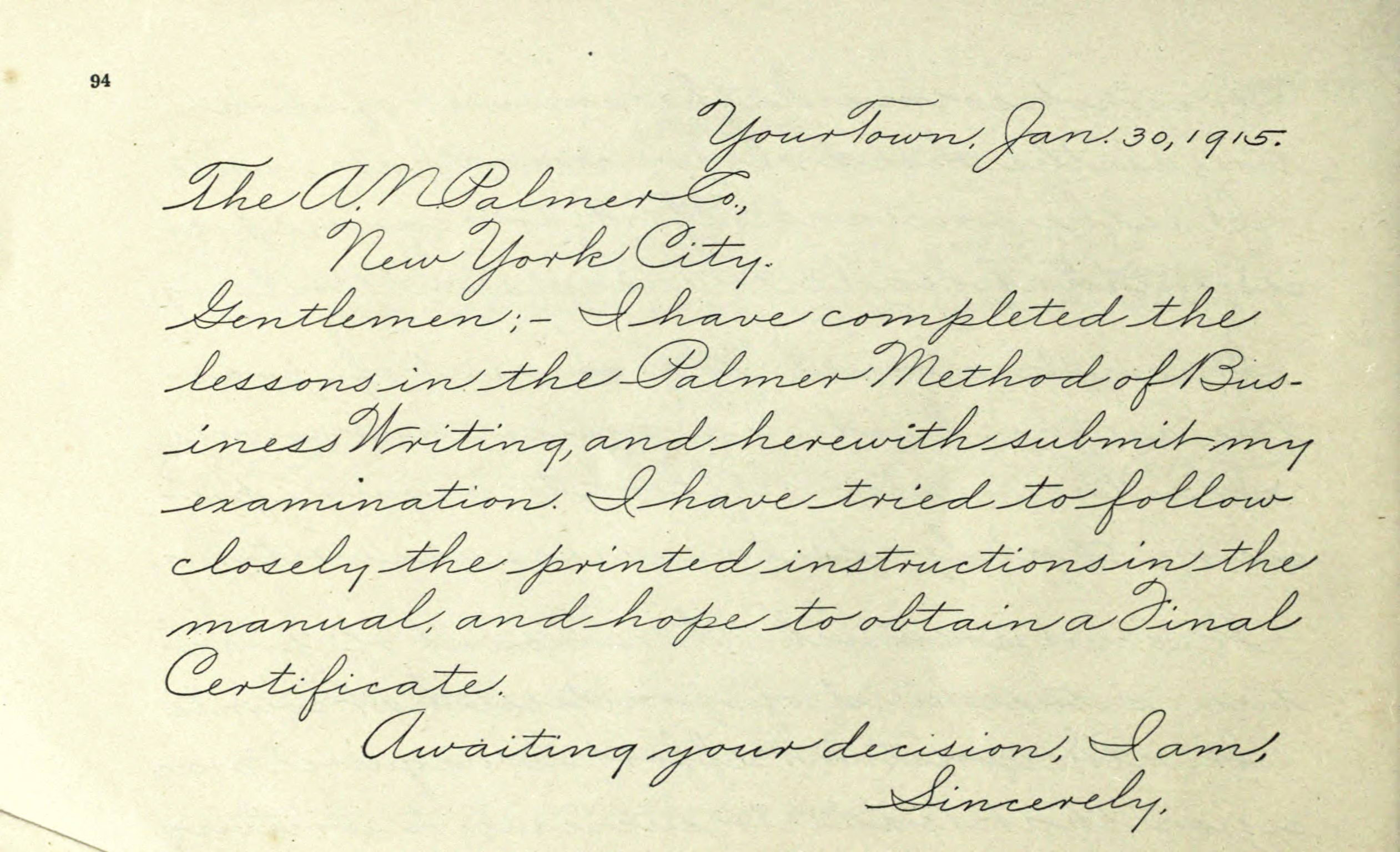
Schriftbeispiel aus The Palmer Method of Business Writing (1901)

Die Palmer-Methode (englisch Palmer Method) ist eine Form der lateinischen Schreibschrift sowie eine pädagogische Methode, um die Praxis des Schreibens zu lehren. Sie wurde Ende des 19. Jahrhunderts in den USA von Austin Norman Palmer (1860–1927) entwickelt und wurde rasch zur beliebtesten Handschriftart der Vereinigten Staaten.

## Geschichte
Austin Norman Palmer war Lehrer, aber auch Unternehmer und Verleger. Er vereinfachte die 1840 entwickelte Spencer’sche Schreibschrift, die bis dahin die vorherrschende Schrift für die Geschäftskorrespondenz in den USA war. 
Spencers Schreibschrift war kalligrafisch orientiert und erzeugte ein elegantes Schriftbild. Palmer  erschien diese Eleganz als unzweckmäßig. Was Amerika nun brauche, sei „ein einfacher und schneller Stil“, welcher der „Eile des Geschäftes“ angemessen sei. Anstatt Schönheit solle Zweckmäßigkeit die Schrift bestimmen. Zu diesem Ziel überarbeitete Palmer nicht nur die Formen der Buchstaben, sondern in erster Linie den Vorgang des manuellen Schreibens an sich. Seine um das Jahr 1888 entwickelte Methode stellte er erstmals in dem Lehrbuch Palmer’s Guide to Business Writing (1894) vor.
Palmer lehnte das Prinzip ab, dass der Schreiber die Formen seiner Schrift mit geistiger Kontrolle bewusst steuert. Bei Palmers Methode werden die Bewegungen des Schreibgeräts nicht durch Fingerbewegungen gelenkt, sondern von den Armmuskeln, aus der Schulter heraus, ausgeführt. Dabei werden die richtigen Muskelbewegungen in hartem Drill so lange trainiert, bis sie völlig automatisch ablaufen, wie beim Training eines Athleten.
Damit traf Palmer den damaligen Zeitgeist. Trotz des Widerstands der wichtigsten Verleger war sein Lehrbuch sehr erfolgreich. Bis 1912 wurden davon in den Vereinigten Staaten bereits eine Million Exemplare verkauft. Die Palmer-Methode wurde auch mit verschiedenen Preisen ausgezeichnet. Befürworter der Palmer-Methode betonten ihre Einfachheit und die hohe Schreibgeschwindigkeit. Mit ihr war Schreiben deutlich schneller als mit Spencers Schreibschrift möglich, so dass sie sogar fast mit der damals aufkommenden Schreibmaschine mithalten konnte. Pädagogen lobten außerdem, dass die Palmer-Methode Reglementierung bedeutete und deshalb an Schulen nützlich sei, um die Disziplin bei den Schülern zu erhöhen. Linkshänder wurden bei der Palmer-Methode zwangsweise auf die Verwendung des rechten Arms umgelernt. Das rigide Schreibtraining eigne sich auch als erster Schritt, um eine Besserung bei Delinquenten zu bewirken, und für Immigranten, um sie durch den „starken reinigenden Effekt“ „amerikanischer“ zu machen.
In den 1950er Jahren verlor die Palmer-Methode im schulischen Bereich wieder an Beliebtheit. Sie wurde von der Zaner-Bloser-Methode abgelöst, bei der Kinder für ein schnelleres Schreibenlernen zunächst Druckschrift und erst danach Schreibschrift gelehrt wurden. Die 1978 eingeführte Ausgangsschrift D’Nealian versuchte, Probleme mit der Zaner-Bloser-Methode zu lösen, indem sie zu einem kursiveren Stil zurückkehrte, der an die Palmer-Methode angelehnt war. Das Unternehmen Palmer stellte in den 1980er Jahren seine Veröffentlichungen ein.

## Merkmale
Palmers Schreibschrift ist eher breit und hat eine gedrungene x-Höhe. Palmer gestaltete die Buchstaben so, dass sie nach seiner Methode möglichst leicht und schnell geschrieben werden können. Manche Großbuchstaben erhielten dabei die Form ihres jeweiligen Kleinbuchstabens, nur in groß: das A, M, N und das Z (letzteres mit Unterschlinge). 
Die Buchstaben F, G (mit Aufstrich), I (mit Aufstrich), Q und S (mit Aufstrich) haben eine eigenwillige Form und können Lesern Schwierigkeiten bereiten, die nicht mit dieser Schreibschrift vertraut sind. Das kleine r hat nicht die ansonsten in den USA verbreitete „französische“ Form.

## Historische Bewertung
Der Historiker John Higham ordnet die Palmer-Methode als symptomatisch für die Besessenheit der 1890er Jahre nach männlicher Energie ein. Mit dem Aufkommen der Neuen Frau im Gilded Age nahmen viele amerikanische Männer die Maskulinität als bedroht wahr und es gab eine entsprechende Gegenbewegung. Die feminine Kultur des viktorianischen Amerikas mit ihrer Verehrung von Schönheit und Ästhetik, die sich in diesem Falle in der Spencer’schen Schrift zeigte, sollte einer neuen maskulinen Sachlichkeit weichen.
Die gesellschaftliche Entwicklung ließ sich jedoch nicht aufhalten: von etwa 1900 bis 1930 zog die Frau stark in Amerikas Geschäftswelt ein, insbesondere für die schreiblastigen Tätigkeiten als Büroangestellte und Sekretärin. Frauen und Männer verwendeten die neue Schrift gleichermaßen. Die technische Entwicklung führte schließlich zu einem abermaligen Wandel in der Form der Geschäftskorrespondenz. Die Schreibmaschine setzte sich mit ihren Stärken in der Schreibgeschwindigkeit, der Leserlichkeit und der Kompaktheit des Schriftbildes gegen jede Form der Handschrift durch.
Auch in jenen Bereichen, wo Handschrift noch benutzt wurde, verlor die Palmer-Methode um das Jahr 1950 wieder an Bedeutung. Sie hat aber die Handschrift der US-Amerikaner in gewissen Überbleibseln dauerhaft bis in das 21. Jahrhundert hinein verändert.

## Sonstiges

Die Signatur Mustafa Kemal Atatürks

In den europäischen Ländern mit ihren eigenen Schrifttraditionen und -reformen hatte die Palmer-Methode keinen nennenswerten Einfluss. Im Osmanischen Reich, das nach seinem faktischen Zusammenbruch im Jahr 1923 zur Republik Türkei wurde und 1928 die arabische Schrift durch die lateinische ersetzte, gab es hingegen einen erwähnenswerten Aspekt. Hier führte mindestens ein Lehrer, Hagop Vahram Çerçiyan, der in den USA die Palmer-Methode studiert hatte, sie bei seinen Schülern ein. Er wurde 1934 dafür bekannt, dass er die neue Unterschrift des Begründers der Republik Türkei, Mustafa Kemal Atatürk, gestaltete – mit der Palmer’schen Form ɑ des Großbuchstabens A. Atatürk hatte nach der Annahme seines Familiennamens diese Unterschrift aus fünf Vorschlägen ausgewählt.
In der Radartechnik gibt es eine Abtastmethode namens Palmer Scan, die einen Abtaststrahl erzeugt, indem die Hauptantenne einschließlich ihrer Anschlüsse kreisförmig bewegt wird. Sie erhielt ihren Namen wegen der kreisförmigen Schwünge, die die Schüler der Palmer-Methode übten.